# اشباخ (اوزینگن)
اشباخ (اوزینگن) (به آلمانی: Eschbach) یک منطقهٔ مسکونی در آلمان است که در اوزینگن واقع شده‌است. اشباخ ۲٬۱۲۸ نفر جمعیت دارد.